# Harald Nielsen (scriitor)
Harald Nielsen (n. 20 aprilie 1879, Copenhaga, Danemarca – d. 9 decembrie 1957, Birkerød, Regiunea Hovedstaden, Danemarca) a fost un scriitor, critic literar și jurnalist antisemit danez.

## Biografie
Tatăl său, Niels Poulsen, era un proprietar bogat și respectat din localitatea Risagergaard, aflată în apropierea orașului Randers, în vârstă de 33 de ani la momentul nașterii lui Harald și văduv cu cinci copii. Mama sa, Sofie Nielsen, lucra ca servitoare la Risagergaard. Faptul că părinții săi aveau o relație nelegitimă a dus la plasarea nou-născutului, imediat după nașterea sa, în grija funcționarului feroviar Gundersen din cartierul Vesterbro⁠(d) al orașului Copenhaga. Harald Nielsen a fost un elev bun, cu o capacitate de percepție rapidă. Sprijinit de părinții săi adoptivi, el a urmat studii universitare și a obținut o diplomă de master în estetică de la Universitatea din Copenhaga în 1905, iar apoi a devenit un critic literar cunoscut. Harald Nielsen nu a evocat niciodată originile sale în scrierile proprii.
A fost angajat al publicațiilor Illustreret Tidende, Tilskueren și al mai multor reviste și ziare. În perioada 1910-1920 a editat săptămânalul polemic Ugens Tiskuer și în 1917-1920 a făcut parte din comitetul redacțional al ziarului de stânga Københavns. În timpul Primului Război Mondial, Harald Nielsen a fost un editor extrem de sârguincios al scrisorilor soldaților, ceea ce a adus un succes comercial. El a publicat scrisorile soldaților danezi (Sonderjuts) aflați în serviciul Armatei Germane, scrisorile soldaților ruși, scrisorile soldaților germani, precum și scrisorile soldaților danezi aflați în serviciul Armatei Britanice. Harald Nielsen devenise în anii 1920 un scriitor cunoscut, iar de aceea s-a simțit nedreptățit atunci când teza sa de doctorat Holberg i nutidsbelysning (Copenhaga, 1924) a fost respinsă și a fost împiedicat să urmeze o carieră academică.
A susținut o politică naționalistă și conservatoare, a avut legături strânse cu cercurile conservatoare din jurul lui Ole Bjørn Kraft⁠(d) și a contribuit la revista Det nye Danmark (1928-1937). În ciuda naționalismului său danez, el era puternic orientat către Germania Nazistă și a colaborat ca ziarist la revista național-socialistă daneză Kamptegnet (1939–1943). În timpul Ocupației Danemarcei de către Armata Germană a fost unul dintre principalii antisemiți danezi, dar cu toate acestea nu a cooperat niciodată direct cu germanii în timpul celui de-al Doilea Război Mondial. Rolul de critic al lui Harald Nielsen a fost definit de izbucnirile sale violente împotriva ziarului Politiken, a cercurilor din jurul lui Georg Brandes și a mișcării literare Det moderne gennembrud. Încă de la început, viziunea sa asupra lumii s-a bazat pe antisemitism, care a umbrit în mare măsură activitatea sa literară. Harald Nielsen a început să vadă o influență evreiască în întreaga societate daneză și a vrut eliminarea evreilor din Danemarca pe motiv că subminează caracterul național danez al populației. El a cerut în anul 1943 ca evreii din Danemarca să poarte steaua lui David și a considerat că Hitler era „un persecutor pe bună dreptate, dar oarecum barbar, al evreilor”.
În 1960 pastorul luteran și parlamentarul conservator danez Søren Krarup⁠(d), membru al Partidului Popular Danez, a publicat cartea Harald Nielsen og hans tid („Harald Nielsen și vremea sa”), în care a încercat să resusciteze interesul față de Harald Nielsen, să explice atitudinile antisemite ale sale și să susțină criticile lui la adresa lui Georg Brandes în special.
Politiciana Sofie Carsten Nielsen⁠(d) (n. 1975) este strănepoata lui Harald Nielsen.

## Activitatea literară
Nielsen a fost influențat inițial de radicalismul cultural-politic din Copenhaga, dar s-a întors rapid împotriva cercurilor conducătoare din domeniul literaturii și politicii, în particular împotriva brandesianismului, printre altele în eseurile Om Realisme (1904) și Systemet Politiken (1907). Ca moralist, el a pus în contrast corectitudinea de modă veche cu laxitatea contemporană și disoluția morală. O serie lungă de cărți apărute sub titlul Af Tidens Træk (1909–1925, inclusiv Moderne Ægteskap din 1919, apărută în traducere în limba suedeză în 1920) conțin atacul lui Nielsen împotriva spiritului vremii sale. Principalele sale lucrări de critică estetică sunt Moderne Litteratur (2 volume, 1904 și 1923) și Vej og Sti (1916). Alte lucrări celebre sunt Holberg i Nutidsbelysning (1923) și Literære Mirakler (1933), în timp ce lucrarea Selvforsvar og Landeværn (1927) este parțial autobiografică. Nielsen a fost influențat în formă și metodă de criticul și profesorul Fredrik Böök.
Refuzul unei cariere academice i-a trezit puternice sentimente antievreiești, fapt care răzbate din lucrările lui Harald Nielsen. Din acest motiv, potrivit istoricului Sofie Bak, autoarea unei teze de doctorat în istorie intitulată Studier i dansk antisemitisme 1930-1945 („Studii despre antisemitismul danez 1930-1945”) și susținută în anul 2004 la Universitatea din Copenhaga, „cărțile [lui Nielsen - n.n] sunt lipsite complet de un simț fundamental al situației, fără milă sau compasiune pentru soarta evreilor. Au fost scrise de un om care nu mai avea nimic de pierdut și care și-a batjocorit calitățile politice și sociale care fuseseră de mult timp respinse de societate. A spus toate lucrurile pe care nu se puteau spune în cel mai rău moment posibil”.

## Scrieri
- Moderne Litteratur: kritiske Skitser (1904)
- Systemet Politiken (1907)
- Forsvar og Demokrati (1907)
- Af Tidens Træk. Litterære afhandlinger (1909)
- Af Tidens Træk. En moderne Reaktionær (1911)
- Svensk og Dansk (1912)
- Vej og sti. Æstetiske afhandlinger (1916)
- Jøden, Filisteren og Holsteneren (1917)
- Af Tidens Træk. Typiske Tilfælde (1917)
- Af Tidens træk. Jøden, Filisteren og Holsteneren (1917)
- Af Tidens træk. Tegn og Gerninger (1919)
- Af Tidens træk. Moderne Ægteskab (1919)
- Af Tidens træk. I Lys af Ægteskabsloven (1920)
- Af Tidens træk. Usurpatoren (1922)
- Holberg i Nutidsbelysning. En æstetisk Undersøgelse (1922)
- Moderne Litteratur: Anden Samling (1922)
- Af Tidens træk. Konservatisme (1925)
- Selvforsvar og Landeværn (1927)
- Litterære Mirakler (1933)
- De danskes vej (1937)
- Karen Blixen - Studie i litterær Mystik (1956)